# Scathophaga tessellata
Scathophaga tessellata är en tvåvingeart som först beskrevs av Macquart 1838.  Scathophaga tessellata ingår i släktet Scathophaga och familjen kolvflugor.
Artens utbredningsområde är Frankrike. Inga underarter finns listade i Catalogue of Life.